# Marko Tomić (nogometaš)
Marko Tomić (28. studenog 1991.) srbijanski je nogometaš. Igra na mjestu obrambenog veznog te lijevog i središnjeg braniča.

## Karijera
Karijeru je započeo u niškom Radničkom, gdje je igrao i za mladu momčad. Nakon jedne sezone u Radniku i Sinđeliću, kao slobodan igrač na godinu dana odlazi u švicarski Staad. Povratkom iz Švicarske ponovo je zaigrao za Radnički.

### FK Žalgiris
Trenutno nastupa za Žalgiris iz Vilniusa.
2018. odigrao je 29 utakmica i postigao šest golova u A ligi sezone. 2019. pojavio se 21 puta i postigao jedan gol.
9. siječnja 2020. objavljeno je da će Srbin karijeru nastaviti u drugom klubu.